# Best Boy
Pour plus de détails, voir Fiche technique et Distribution.
Best Boy est un film documentaire américain réalisé par Ira Wohl et sorti en 1979.
Il a reçu de nombreuses récompenses dont un Oscar en 1980. Une suite intitulée Best Man: 'Best Boy' and All of Us, 20 Years Later a été produite en 1997.

## Synopsis
Le film raconte l'histoire du cousin handicapé mental d'Ira, Phil Wohl, âgé de 52 ans à l'époque, et vivant chez ses parents âgés. Ira fait prendre conscience à son oncle et sa tante qu'ils ne pourront plus s'occuper de Phil éternellement, et qu'ils doivent se préparer pour ce moment qui viendra inéluctablement. Phil doit apprendre à prendre soin de lui et à devenir indépendant.

## Fiche technique
- Réalisation et scénario : Ira Wohl
- Production : Ira Wohl
- Image : Tom McDonough
- Durée : 104 minutes[1] ou 111 minutes[2]
- Dates de sortie :
  - Canada : 7 septembre 1979 (Festival international du film de Toronto)
  - États-Unis : octobre 1979 (Festival international du film de Chicago)
  - États-Unis : 29 février 1980

## Distribution
- Philip Wohl
- Zero Mostel
- Pearl Wohl
- Frances Wohl
- Max Wohl

## Nominations et récompenses
- Oscar du meilleur film documentaire en 1980[3]
- Meilleur documentaire au New York Film Critics Circle Awards
- Récompensé au Festival international du film de Toronto 1979
- Nommé au Festival international du film de Chicago
- Listé dans la liste des 1001 films à voir avant de mourir